# Карликовый плодоед
Карликовый плодоед (лат. Haematoderus militaris) — вид птиц из семейства котинговых. Единственный вид в одноимённом роде  Haematoderus. Подвидов не выделяют.
Водится в Бразилии, во Французской Гвиане, в Гайане, Суринаме и Венесуэле. Естественные места обитания — субтропические и тропические дождевые леса.

## Описание
Карликовый плодоед достигает длины 33—35 см. Клюв крепкий, загнутый на конце, широкий у основания, риктальные щетинки хорошо развиты, ноги относительно короткие, ступни маленькие. У взрослых самцов перья на макушке, верхней части спины и груди сильно изменены, они узкие и сильно удлинённые; голова и тело ярко-малиновые, грудь тёмно-малиновая; крылья и хвост тёмно-коричневые; радужная оболочка тёмно-коричневая; надклювье тёмно-красное, подклювье бледно-красновато-коричневое, более тёмное по бокам; ноги черноватые. У самок голова и нижняя часть тела розовато-малиновые, остальное оперение тёмно-коричневое. Неполовозрелые особи похожи на самок.

## Биология
Несмотря на свое название, карликовый плодоед питается в основном крупными насекомыми, такими как цикады, жуки и кузнечики; в состав рациона входит небольшое количество фруктов.